# Ormia aldrichi
Ormia aldrichi là một loài ruồi trong họ Tachinidae.